# Remington Model 8
Remington Model 8 — самозарядна гвинтівка, яку розробив Джон Браунінг та випускала компанія Remington Arms. Її було представлено, як Remington Autoloading Rifle в 1905 році, хоча в 1911 році назву було змінено на Remington Model 8.

## Історія
16 жовтня 1900 року Джон Браунінг отримав U.S. Patent 659,786 на гвинтівку, який він потім продав компанії Remington. За межами США гвинтівку випускала компанія Fabrique Nationale в Лієжі,в Бельгії та продавалася під назвою FN Browning 1900.
За угодою між Remington та FN, Модель 8 буде продаватися в США, в той час як FN 1900 буде продаватися в інших країнах. Незважаючи на більший ринок, FN 1900 продавався переважно мисливцям у Західній Європі та Канаді. Через новий і ще неперевірений характер самозарядної гвинтівки модель FN ніколи не мала такого ж рівня продажів, як Модель 8. Кемерон Вудолл із веб-сайту The Great Model 8, який присвячено гвинтівці, припускає, що це, ймовірно, пов’язано з труднощами переконати європейських мисливців витратити гроші на дорогу рушницю, яку мало хто бачив раніше. Через низькі продажі було випущено лише 4913 одиниці Модель 1900 порівняно з понад 80 000 одиниць Модель 8.

## Конструкція
Гвинтівка Remington Model 8 стала першою комерційно успішною самозарядною гвинтівкою для цивільного ринку США.
Гвинтівка має поворотний затвор з довгим ходом. Після пострілу ствол та затвор, які є все зчепленими, рухаються назад в ствольній коробці та стискають дві зворотних пружини. Затвор продовжує рухатися назад, а одна зі зворотних пружин повертає ствол, що дозволяє викинути гільзу. Після повернення стволу, затвор починає повертатися другою пружиною. Під час цього руху затвор підхоплює новий набій з магазина і заряджає його. Remington Model 8 має фіксований 5-зарядний магазин та стопорний пристрій який отримує затвор відкритим коли магазин спорожніє. Конструкція розбірна, це значить, що ствол можна легко відокремити від ствольної коробки без інструментів, що дозволяє зменшити упаковку для перевезення.
Компанія Remington створила чотири нових калібрм для гвинтівки Модель 8: .25 Remington, .30 Remington, .32 Remington та .35 Remington. Ці набої були безфланцеві щоб забезпечити надійну подачу з коробчастого магазина. Модель 8 мала п'ять покриттів (Standard, Special, Peerless, Expert та Premier) і була першою по-справжньому надійною самозарядною гвинтівкою великої потужності, яка колись була випущена на ринок (1906).

## Використання
Основним ринком для Моделі 8 було спортивне мисливство. Модель 8 використовували поліцейські, вона була модифікована для використання знімних магазинів збільшеного об'єму, окрім інших змін. В обмеженій кількості гвинтівку використовували під час Першої світової війни, невелику кількість використовували в Aéronautique Militaire. Відомий техаський рейнджер Френк Гамер назвав її улюбленою гвинтівкою. Гвинтівка Гамера була розрахована під набій .35 Remington зі спеціальним 15-зарядним магазином від магазину Спортивні товари Пітмікі в Остіні, штат Техас.Вона мала серійний номер 10045 і це була одна з двох Моделей 8 які використовували під час засідки на Клайда Барроу та Бонні Паркер.  Гвинтівка була модифікована під 20-зарядний магазин "лише для поліції" отриманий від компанії Peace Officers Equipment Company в Сент-Джозефе, штат Міссурі.

## Варіанти

### Model 81Woodsmaster
В 1936 році Remington припинили виробництво Моделі 8 і представили Model 81 Woodsmaster з покращеннями Ч.Ч. Луміса. Модель 81 була представлена під набої .300 Savage, під набій .25 Remington було випущено невелику кількість Моделей 81. Додатково пропонували варіанти Standard (81A), Special (81B), Peerless (81D), Expert (81E) та Premier (81F). ФБР замовило кілька гвинтівок Модель 81 під набої .30 Remington та .35 Remington після різанини в Канзас-Сіті в 1933 році. Виробництво Моделі 81 було припинено в 1950 році.